# Difesa del porto di Bari
La difesa del porto di Bari fu un breve scontro armato tra un reparto della Wehrmacht e alcuni militari e civili italiani, avvenuto il 9 settembre 1943 a seguito dell'armistizio di Cassibile.

## Gli antefatti
L'8 settembre 1943 l'Italia firma l'armistizio di Cassibile con gli Alleati, in cui quest'ultima si impegna a non combattere più contro di essi bensì contro l'Asse. Dopo ciò l'intera penisola viene occupata dalla Germania nazista. In particolare in Puglia, i nazisti oltre a piazzare nella regione circa 5 000 soldati, prendono possesso dell'aeroporto di Foggia e si stanziano con un presidio vicino a Bari. La mattina del 9 settembre i tedeschi penetrano con forza nella città e dopo aver affondato due piroscafi e aver risposto con il fuoco alla ribellione dei manovali, si sistemarono nel porto, con l'obiettivo di distruggerlo. Il comando inviò sul posto circa 100 guastatori, il cui compito sarebbe stato quello di piazzare ordigni che avrebbero in breve tempo raso al suolo le principali infrastrutture.

## Gli scontri
Nella mattina le truppe si erano fatte largo tra la città vecchia, occupandone il centro storico. Tuttavia il generale Nicola Bellomo, che dal 1941 era incaricato della protezione del capoluogo pugliese, raggruppò in pochissimo tempo un manipolo di uomini. Il gruppo inizialmente era composto da un'ottantina di ex camicie nere, da 15 finanzieri e 6 marinai. Così il generale organizzò una controffensiva che sarebbe partita alle ore 13:45. Bellomo e il suo plotone, seppur molto meno armato dei nemici, tant'è che lo stesso Bellomo aveva con sé soltanto una pistola, riuscì da subito a tener testa ai tedeschi anche grazie ai rinforzi civili che arrivarono da più parti. Si unirono infatti alcuni fanti, un piccolo distaccamento del genio militare e soprattutto tanti baresi. In particolare furono decine gli adolescenti che si misero a difesa dell'abitato. Tra questi, il quindicenne Michele Romito, il quale si piazzò di guardia sulla muraglia, all'altezza dell'arco di San Nicola. Così quando al lungomare giunse un camion blindato con torrette mitragliatrici, Romito scagliò con decisione due bombe a mano, centrando il mezzo in pieno, che prese fuoco riuscendo così a bloccare l'accesso ad altri veicoli di grande taglia. Al porto intanto la battaglia proseguì, e alla fine, dopo una feroce resistenza del plotone italiano, la battaglia ebbe fine alle 17:30 quando i nazisti dichiararono la resa finale. Alcuni tedeschi catturati chiesero di parlamentare, così tramite un colloquio con il tenente Giuseppe Moiso i tedeschi accettarono di ritirarsi.

## Conseguenze
Naturalmente il conflitto a fuoco fece le sue vittime, sei tra militari e civili e molti feriti, tra cui Bellomo che, colpito dai colpi di una mitragliatrice continuò nella sua azione. Per quanto riguarda i tedeschi invece, diciotto furono uccisi e altri presi prigionieri dal presidio barese, che li lascerà poi in mano agli Alleati, al loro arrivo il 18 e il 22 settembre. Bari fu la prima città che si liberò autonomamente dell'occupazione tedesca e dunque sancì l'inizio della Resistenza.
Annualmente il comune di Bari ricorda la difesa del porto con una cerimonia.